# Huétor Santillán
Huétor Santillán è un comune spagnolo di 1 812 abitanti situato nella comunità autonoma dell'Andalusia.

## Geografia fisica
Nel territorio del comune nascono i fiumi Darro, tributario del Genil, e Fardes, tributario del Guadiana Menor.